# Ceriagrion mourae
Ceriagrion mourae là một loài chuồn chuồn kim trong họ Coenagrionidae.
Loài này được xếp vào nhóm Loài ít quan tâm trong sách Đỏ của IUCN năm 2009.
Ceriagrion mourae được Pinhey miêu tả khoa học năm 1969.